# Silbenverständlichkeit
Die Silbenverständlichkeit ist ein grundlegendes Kriterium für die Hörsamkeit von Sprachräumen, wie etwa Vortragssälen, Konferenzräumen oder Klassenzimmern in Schulen.
Unter Silbenverständlichkeit versteht man den Anteil der richtig verstandenen und nachgesprochenen Silben im Verhältnis zu allen vorgesprochenen Prüfsilben in einem zu prüfenden Raum. Die Angabe ist daher in Prozent. Die Feststellung der Silbenverständlichkeit geschieht, indem ein Sprecher mit guter Artikulation im zu prüfenden Raum, eine bestimmte Anzahl von Testsilben vorliest, wobei es sich um sogenannte Logatome handelt, das sind Lautgebilde der Abfolge Konsonant-Vokal-Konsonant ohne eine semantische Funktion, also etwa gul, raf, pog usw. Solche Logatome sind dann von einer bestimmten Anzahl normalhörender Versuchspersonen zu notieren. Die Anzahl der richtig notierten Logatome zu allen vorgelesenen Logatomen ergibt die Silbenverständlichkeit in Prozent.
Eine möglichst hohe Silbenverständlichkeit ist ein wichtiges Beurteilungskriterium für die Hörsamkeit von Sprachräumen. Bei Musikräumen fehlt hingegen ein solches eindeutig definiertes und quantifizierbares Kriterium.
Die Silbenverständlichkeit hängt grundsätzlich von verschiedenen Faktoren ab, etwa von der Nachhallzeit des Raums, von dessen in ihm vorhandenen Störpegel, sowie bei elektroakustischer Schallwiedergabe von der Breite des übertragenen Frequenzbands. Dabei nimmt die Silbenverständlichkeit mit steigender Nachhallzeit und steigendem Störpegel ab, nimmt jedoch in Abhängigkeit von der Verbreiterung des Übertragungsbereichs zu.
Die für die verbale Kommunikation entscheidende Satzverständlichkeit ist freilich immer viel höher als die Silbenverständlichkeit, da einzelne nicht verstandene Silben aus dem Kontext vielfach erraten werden können.

## Silbenverständlichkeit, Satzverständlichkeit und Hörsamkeit von Sprache
| Silbenverständ- lichkeit | Satzverständ- lichkeit | Hörsamkeit von Sprache |
| ------------------------ | ---------------------- | ---------------------- |
| 50 %                     | 90 %                   | ungenügend             |
| 70 %                     | 95 %                   | befriedigend           |
| 80 %                     | 100 %                  | gut                    |